# Санта-Фе (округ, Нью-Мексико)
Шаблон:StateAbbr_ 35°31′ пн. ш. 105°59′ зх. д. / 35.51° пн. ш. 105.98° зх. д.
Округ Санта-Фе (англ. Santa Fe County) — округ (графство) у штаті Нью-Мексико, США. Ідентифікатор округу 35049.

## Історія
Округ утворений 1852 року.

## Демографія
За даними перепису
2000 року
загальне населення округу становило 129292 осіб, зокрема міського населення було 97452, а сільського — 31840.
Серед мешканців округу чоловіків було 63246, а жінок — 66046. В окрузі було 52482 домогосподарства, 32787 родин, які мешкали в 57701 будинках.
Середній розмір родини становив 3,01.
Віковий розподіл населення поданий у таблиці:
| Стать    | До 15 років | 15-21 | 22-29 | 30-39 | 40-49 | 50-65 | 65-85 | Понад 85 |
| -------- | ----------- | ----- | ----- | ----- | ----- | ----- | ----- | -------- |
| Чоловіки | 12985       | 6077  | 6354  | 9754  | 10710 | 11274 | 5638  | 454      |
| Жінки    | 12653       | 5573  | 6068  | 9706  | 11741 | 12494 | 6729  | 1082     |

## Суміжні округи
- Ріо-Арріба — північ
- Мора — північний схід
- Сан-Мігель — схід
- Торренс — південь
- Берналільйо — південний захід
- Сандовал — захід
- Лос-Аламос — північний захід

## Виноски
1. ↑  U.S. Decennial Census. United States Census Bureau. Архів оригіналу за 19 липня 2018. Процитовано 2 січня 2015.
2. ↑  Historical Census Browser. University of Virginia Library. Архів оригіналу за 11 серпня 2012. Процитовано 2 січня 2015.
3. ↑  Population of Counties by Decennial Census: 1900 to 1990. United States Census Bureau. Архів оригіналу за 16 квітня 2015. Процитовано 2 січня 2015.
4. ↑  Census 2000 PHC-T-4. Ranking Tables for Counties: 1990 and 2000 (PDF). United States Census Bureau. Архів оригіналу (PDF) за 18 грудня 2014. Процитовано 2 січня 2015.
5. ↑  State & County QuickFacts. United States Census Bureau. Архів оригіналу за 18 липня 2011. Процитовано 30 вересня 2013. [Архівовано 2011-06-06 у Wayback Machine.](англ.) Наведено за англійською вікіпедією.
6. ↑  American FactFinder. Бюро перепису населення США. Архів оригіналу за 26 лютого 2012. Процитовано 31 січня 2008. [Архівовано 2008-05-21 у Wayback Machine.]

| США | Це незавершена стаття з географії США. Ви можете допомогти проєкту, виправивши або дописавши її. |